# Parná
Parná je vodní tok na západním Slovensku, pravostranný přítok Trnávky dlouhý 38,5 km.
Pramení v Malých Karpatech, v podcelku Pezinské Karpaty, pod hlavním hřebenem pohoří, na úpatí Vápenné (752,2 m n. m.), v nadmořské výšce kolem 560 metrů.
Teče východním směrem, přibírá kratší přítoky z obou stran, prudce se stáčí, na krátkém úseku teče na sever a vzápětí se stáčí na severovýchod, kde protéká osadou Rybáreň se soustavou rybníků Parina. Zleva přibírá Bohatou a dále teče na východ přes rekreační osadu Majdan a jižně od obce Lošonec ústí do vodní nádrže Horné Orešany, ležící na rozhraní Malých Karpat a Podunajské pahorkatiny. Dále teče územím Trnavské pahorkatiny, stáčí se nejprve na jih, protéká obcí Horné Orešany, za kterou pokračuje jihovýchodním směrem. Z pravé strany přibírá nedaleko Dolních Orešan Orešanský potok (74,7 m n. m.), protéká kolem Košolné a koryto Parné se začíná výrazněji horizontálně vlnit. Pak teče přes obec Suchá nad Parnou, kde zprava přibírá Podhájsky potok a rozšiřuje své koryto, protéká sousední obcí Zvončín a následně se od hlavního koryta odpojuje na levém břehu vedlejší koryto (154,5 m n. m.), které teče rovnoběžně s hlavním korytem a znovu se připojuje severně od obce Biely Kostol. V blízkosti této obce se odděluje další levostranné vedlejší rameno, které pokračuje v délce 4,5 km souběžně s hlavním korytem, a následně napájí soustavu Trnavských rybníků na levém břehu. Pokračuje jihozápadním okrajem Trnavy, vedle obce Hrnčiarovce nad Parnou, kde se nejprve na pravém břehu odděluje další vedlejší rameno, tekoucí souběžně s hlavním korytem, které následně utváří dvojitou ostrou zatáčku a vzápětí přibírá vedlejší rameno přitékající z oblasti Trnavských rybníků. Parná teče u obce Zeleneč na krátkém úseku na jih, přibírá vedlejší rameno oddělené u Hrnčiarovců a ústí do Trnávky.